# Павловський Євген Никанорович
Євген Никанорович Павловський (5 березня 1884, місто Бірюч, тепер Бєлгородської області, Російська Федерація — 27 травня 1965, місто Ленінград, тепер Санкт-Петербург, Російська Федерація) — радянський науковець, зоолог, ентомолог, фундатор радянської школи паразитології, голова президії Таджицької філії Академії наук СРСР, голова президії Кримської філії АН СРСР, директор Інституту зоології АН СРСР. Академік Академії наук АН СРСР з відділення математичних і природничих наук (з 29.01.1939). Дійсний член Академії медичних наук СРСР (1944). Почесний член Академії наук Таджицької РСР (1951), почесний член Іранської Академії Наук (1942), почесний член академій наук Польщі та Чехословаччини. Депутат Верховної Ради СРСР 2—4-го скликань. Герой Соціалістичної Праці (4.03.1964).

## Біографія
Народився в родині вчителя. З 1886 по 1903 рік проживав у місті Борисоглібську Тамбовської губернії (тепер Воронезької області), навчався в Олександрівській чоловічій гімназії, яку закінчив із золотою медаллю.
У 1908 році закінчив Імператорську військово-медичну академію, при якій залишився працювати. Був прикомандирований до кафедри зоології та порівняльної анатомії військово-медичної академії, де під керівництвом відомого зоолога і паразитолога Холодковского вивчав порівняльну морфологію членистоногих, їхню отруйність. Цикл досліджень завершився публікацією першої монографії «Отруйні тварини і їх отруйність». У 1913 році захистив докторську дисертацію на тему «До питання про будову отруйних залоз у суглобоногих» і був обраний приват-доцентом тієї ж кафедри. У 1917 році захистив дисертацію на ступінь магістра зоології та порівняльної анатомії. Брав участь в ліквідації епідемій висипного тифу, досліджував механізм передачі збудника епідемічного висипного тифу від людини до людини.
У 1921—1965 роках — професор і завідувач кафедри біології та паразитології Військово-медичної академії (ВМА).
З 1930 по 1942 рік — завідувач відділу паразитології Зоологічного інституту АН СРСР. У 1931—1965 роках — президент Всесоюзного ентомологічного товариства.
У 1933—1953 роках працював керівником відділу паразитології у Всесоюзному інституті експериментальної медицини в Ленінграді. Одночасно у 1937—1951 роках працював у Таджицькій філії АН СРСР. У 1937—1940 роках очолював загін паразитологів, який на Далекому Сході визначив збудника кліщового енцефаліту і пізніше розробив вакцину.
Член ВКП(б) з 1940 року.
У 1940—1951 роках — голова президії Таджицької філії Академії наук СРСР.
У 1942—1962 роках — директор Зоологічного інституту АН СРСР.
У 1946—1965 роках — завідувач відділу паразитології та медичної зоології Інституту епідеміології та мікробіології Академії медичних наук СРСР.
У 1951—1954 роках — голова президії Кримської філії АН СРСР.
У 1952—1964 роках — президент Географічного товариства СРСР. Почесний доктор Делійського університету (1947, Індія) і Сорбонни (1959, Франція), Почесний член ряду наукових товариств у СРСР і за кордоном.
Помер 27 травня 1965 року, похований в Ленінграді на Богословському кладовищі

## Наукові дослідження
Зоолог, паразитолог, фахівець з гельмінтозів, дослідник кровосисних двокрилих комах. Творець вчення про природу осередків трансмісивних хвороб людини. Під його керівництвом були проведені численні комплексні експедиції в Середній Азії, Закавказзі, Криму, Далекому Сході та інших районах СРСР для вивчення ендемічних паразитарних і трансмісивних захворювань: кліщового поворотного тифу, кліщового енцефаліту, москітної гарячки, лейшманіозів та інших хвороб. Описав вид аргасових кліщів.

## Нагороди і звання
- Герой Соціалістичної Праці (4.03.1964)
- шість орденів Леніна (5.03.1944; 21.02.1945; 10.06.1945; 4.03.1954; 11.02.1961; 4.03.1964)
- два ордени Червоного Прапора (3.11.1944; 24.06.1948)
- два ордени Трудового Червоного Прапора (3.01.1944; 23.10.1954)
- Орден Червоної Зірки (16.08.1936)
- Ленінська премія (1965) — за наукову за працю «Природна осередковість трансмісивних захворювань» (1965)
- Сталінська премія першого ступеня (1941) — за відкриття в 1939 році трансмісивних захворювань людини і тварин, відомих під назвою «Весняно-літній і осінній енцефаліти», і за розробку успішно застосовуваних методів їх лікування
- Сталінська премія першого ступеня (1950) — за працю «Керівництво із паразитології людини з вченням про переносників трансмісивних захворювань», виданої в 1948 році
- Золота медаль імені І. І. Мечникова (1949)
- Велика золота медаль Географічного товариства СРСР (1954)
- Медаль Дарвіна—Уоллеса (1958)
- Заслужений діяч науки РРФСР (1935)
- генерал-лейтенант медичної служби (1943)